# 芦沟站
芦沟站是位于中华人民共和国云南省曲靖市罗平县板桥镇金鸡村芦沟的一个铁路车站，建于1997年，目前为五等站，隶属中国铁路昆明局集团管辖，西距昆明站244公里，东距威舍站64公里，南宁站584公里。该站仅办理昆明站与红果站间普慢列车的旅客乘降；不办理货运业务。